# Kenneth D. Burns

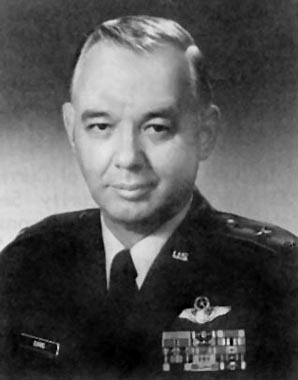
Kenneth D. Burns

Kenneth D. Burns (* 13. Mai 1930 in Los Angeles, Kalifornien; † 9. Juni 2012 in Hollywood Park, Texas) war ein Generalmajor der United States Air Force. Er war unter anderem Kommandeur der 13. Luftflotte.

## Leben
Im Jahr 1954 absolvierte Kenneth Burns die United States Naval Academy in Annapolis in Maryland. Nach seiner Graduation entschied er sich für eine Laufbahn in der Luftwaffe und wurde als Leutnant in das Offizierskorps der Air Force aufgenommen. In der Folge durchlief er alle Offiziersgrade vom Leutnant bis zum Zwei-Sterne-General. Im Lauf seiner militärischen Karriere absolvierte er verschiedene Kurse und Schulungen. Dazu gehörten unter anderem eine Ausbildung zum Kampfpiloten, weitere Fortbildungskurse als Pilot neuer Flugzeugtypen und das Armed Forces Staff College in Norfolk in Virginia. Außerdem absolvierte er das britische Royal Air Force College of Air Warfare.
In seinen frühen Jahren als Offizier der Luftwaffe war er an verschiedenen Stützpunkten in den Vereinigten Staaten stationiert. Dabei war er als Pilot, Flugausbilder oder Stabsoffizier bei unterschiedlichen Einheiten tätig. Im Dezember 1960 wurde er auf die Osan Air Base in Südkorea versetzt. Dort gehörte er als Wartungsoffizier (chief of maintenance) der 58th Tactical Missile Group an. Daran schloss sich eine Versetzung zum Stab der 5. Luftflotte in Japan an. Zwischen November 1961 und Juni 1963 gehörte er der Stabsabteilung für Operationen dieser Luftflotte an.
Als Nächstes wurde er zur 476. Kampfstaffel (476th Tactical Fighter Squadron) auf die George Air Force Base in Kalifornien versetzt. Im Januar 1964 leitete er einen Non-Stop-Flug mit Maschinen des Typs F-104 von der amerikanischen Westküste bis zur Moron Air Base in Spanien. Im April 1965 war er an der Verlegung von Flugzeugen des gleichen Typs über den Pazifik auf die Kang Air Base in Taiwan beteiligt. Wenig später nahm er auch an der Verlegung dieses Flugzeugtyps auf die Da Nang Air Base in Südvietnam teil.
Im Januar 1966 wurde Kenneth Burns zum Hauptquartier der Air Force in Washington, D.C. versetzt. Dort war er drei Jahre lang Offizier in dessen Stabsabteilung für Operationen. Nach einer kurzen Rückkehr zur George Air Force Base wurde er im Juni 1969 nach Südostasien versetzt, wo er am Vietnamkrieg teilnahm. Dort war er zunächst Stabsoffizier beim 37. Taktischen Kampfgeschwader (37th Tactical Fighter Wing). Dann kommandierte er die 480. Kampfstaffel (480th Tactical Fighter Squadron). Dabei war er an über 200 Kampfeinsätzen beteiligt.
Nach dem Ende dieser Mission wurde Burns im Sommer 1970 für die folgenden fünf Jahre nach England versetzt. Dort besuchte er zunächst das Royal Air Force College of Air Warfare auf der Royal Air Force Station Manby in Lincolnshire. Im Dezember 1970 wurde er auf die Royal Air Force Station Upper Heyford in Oxfordshire versetzt. Dort gehörte er zunächst der Stabsabteilung des 20. Taktischen Geschwaders (20th Tactical Fighter Wing) an. In der Folge nahm er weitere Aufgaben als Stabsoffizier bei diesem Geschwader wahr. Im April 1973 wurde er dessen stellvertretender Kommandeur und im August 1974 übernahm er dessen Oberbefehl.
Nach dem Ende seiner fünfjährigen Zeit in England wurde er im Juli 1975 auf die Kelly Air Force Base in Texas beordert. Dort übernahm er nach einem Monat als Stellvertreter im August die Leitung des damaligen U.S. Air Force Security Service, die er bis Januar 1979 innehatte. Es folgte eine Versetzung nach Ankara in der Türkei, wo er bis Juni 1981 die United States Logistics Group kommandierte.
Am 22. Juni 1981 übernahm Kenneth Burn auf der Clark Air Base auf den Philippinen als Nachfolger von James R. Hildreth das Kommando über die 13. Luftflotte (Thirteenth Air Force). Dieses Amt bekleidete er bis zum 6. Juli 1984, als Michael A. Nelson seine Nachfolge antrat. Seiner Luftflotte unterstanden die amerikanischen Luftstreitkräfte auf den Philippinen, in Thailand und Taiwan. Nach dem Ende dieser Berufung wurde Burns zum Verteidigungsministerium der Vereinigten Staaten versetzt. Dort war er als Stabsoffizier beim Assistant Secretary of Defense for Near Eastern and South Asian Affairs tätig und damit in der Abteilung für Angelegenheiten des Nahen Ostens und von Südasien. Im Jahr 1985 schied er aus dem aktiven Militärdienst aus. Er starb am 9. Juni 2012 in Texas und wurde auf dem Nationalfriedhof Arlington beigesetzt.

## Orden und Auszeichnungen
Kenneth Burns erhielt im Lauf seiner militärischen Laufbahn unter anderem folgende Auszeichnungen:
- Air Force Distinguished Service Medal
- Legion of Merit
- Bronze Star Medal
- Distinguished Flying Cross
- Air Medal
- Joint Service Commendation Medal
- Airman's Medal